# Петилетка
Петилетка или петгодишен план е вид планирано държавно развитие, включващо разработката на целеви показатели за социално-икономическо развитие в срок от пет години.

## Петилетки в Съветския съюз и страните от социалистическия блок
Петилетките са използвани като инструмент за бързо икономическо развитие в СССР от 1928 г. Плановете се разработват централно в национален мащаб от специално създадения за целта държавен орган Госплан СССР, който е под ръководството на КПСС.
Много страни от социалистическия блок приемат идеята на СССР и също прилагат петгодишните планове. Страните на СИВ, също така, осъществяват съвместни планови дейности.
Страните от социалистическия блок, които прилагат петилетки, са:
- Албания (от 1951 г.)[2]
- България (от 1948 г.)[3]
- Виетнам (от 1958 г.)[4]
- Камбоджа (1960 – 1964 г.)[5]
- Куба (от 1976 г.)[6]
- Монголия (от 1945 г.)[7]
- Лаос (от 1981 г.) [8]
- Полша (от 1956 г.)[9]
- Румъния (от 1951 г.)[10]
- Северна Корея (от 1957 г.)[11]
- СССР (от 1928 г.)[1]
- Унгария (от 1950 г.)[12]
- Чехословакия (от 1949 г.)[13]
- Югославия (от 1947 г.)[14]

## Други страни, които употребяват петилетки
- Аржентина (1947 – 1955 г.)[15]
- Афганистан (от 1957 г.)[16]
- Беларус (от 1996 г.)[17]
- Бурунди (от 1968 г.)[18]
- Бутан (от 1961 г.)[19]
- Габон (от 1966 г.)[20]
- Египет (от 1960 г.)[21]
- Етиопия (от 1957 г.)[22]
- Индия (от 1951 г.)[23]
- Индонезия (от 1956 г.)[24]
- Ирак (от 1970 г.)[25]
- Иран (от 1948 г.)[26]
- Камерун (от 1960 г.)[27]
- Китай (от 1953 г.)[28]
- Лесото (от 1971 г.)[29]
- Малайзия (от 1966 г.)[30]
- Мали (1961 – 1968 г.)[31]
- Мароко (от 1968 г.)[32]
- Непал (от 1950 г.)[33]
- Пакистан (от 1955 г.)[34]
- Сирия (от 1961 г.)[35]
- Сомалия (1963 – 1967 г.)[36]
- Того (от 1965 г.)[37]
- Турция (от 1962 г.)[38]
- Южна Корея (1962 – 1996 г.)[39]